# Stu Barnes
Stuart D. "Stu" Barnes, född 25 december 1970, är en kanadensisk-amerikansk före detta professionell ishockeyspelare som tillbringade 17 säsonger i den nordamerikanska ishockeyligan National Hockey League (NHL), där han spelade för ishockeyorganisationerna Winnipeg Jets, Florida Panthers, Pittsburgh Penguins, Buffalo Sabres och Dallas Stars. Han producerade 597 poäng (261 mål och 336 assists) samt drog på sig 438 utvisningsminuter på 1 136 grundspelsmatcher.
Han draftades i första rundan i 1989 års draft av Winnipeg Jets som fjärde spelaren totalt.
Barnes är delägare till ishockeylaget Tri-City Americans i Western Hockey League (WHL) sedan 2004. Han var assisterande tränare och lagkonsult för Dallas Stars mellan 2008 och 2012. Barnes är idag ungdomstränare för ungdomsorganisationen Dallas Stars Elite Hockey Club.